# 紐約娃娃
《紐約娃娃》（New York Doll）是一部以前紐約娃娃樂團（New York Dolls）主唱亞瑟·肯恩（Arthur Kane）的个人生活為題材的纪录片，首映在2005年的日舞影展，曾被同时提名衛星獎（Satellite Award）及Grand Jury奖。這部紀錄片細述了紐約娃娃樂團自1976年成立後，經歷了藥物濫用及數位成員的死亡及其貝斯手亞瑟“殺手”肯恩脫離樂團後的生活。影片的焦點在於受盡酒精、藥物的濫用與自殺意念的折磨後，肯恩成為摩門教耶穌基督末世聖徒教會的虔誠信徒，在圖書館從事義工。在貧窮與寂寞中掙扎後，在前史密斯樂團（The Smiths）成員Steven Patrick Morrissey的鼓勵下，肯恩克服了與前樂團成員David Johansen的嫌隙，重新組織依然在世的三位成員，紐約娃娃得以復出江湖並參加了2004年的Meltdown Festival，但肯恩本人卻在復出後不久因白血病而去世。